# Храмове в Пестум (Картина)
„Храмове в Пестум“ (на италиански: Templi di Paestum) е картина на нидерландския художник Антон Сминк ван Питло от 1824 г. Картината (86 х 60 см) е изложена в Зала 58 на Национален музей „Каподимонте“ в Неапол (Италия). Използвана е техниката на маслени бои върху платно.

## История
Картината е нарисувана през 1824 г. от художника Антон Сминк ван Питло – годината, в която той създава Школата по пейзажна живопис в Позилипо и е награден в конкурса на Кралската школа за изящни изкуства в Неапол. Платното е изложено за първи път през 1826 г. на Биеналето на Бурбоните. В наши дни е изложено в Кралския апартамент в Национален музей „Каподимонте“ в Неапол.

## Описание
Картината-пейзаж изобразява гръцките храмове в Пестум, вероятно по време на археологическите разкопки на обекта. Виждат се блатистата по онова време територия на Пестум с типичната за мястото растителност, към която са добавени стадо биволи на паша. Въпреки че се забелязват следи от класическата неаполитанска пейзажна живопис от 17 век, моделът на перспективата е модел на Питло, наложен в по-късната неаполитанска пейзажна живопис и граничещ с интелектуалното движение Романтизъм в живописта.